# Heavy Barrel
Heavy Barrel (ヘビー・バレル Hebī Bareru?) es un videojuego de arcade del género run and gun lanzado en 1987 por Data East.

## Jugabilidad
Terroristas han tomado el control del complejo subterráneo de un sitio de lanzamiento de misiles nucleares, y es tarea del jugador infiltrarse en la base y matar al líder enemigo. Los jugadores empiezan armados con una pistola con munición ilimitada y un suministro limitado de granadas. Durante el juego el jugador encuentra armas más poderosas y mejoras a las granadas, ya sea a simple vista o dentro de cajas que tienen que ser abiertas utilizando llaves.  Además, las cajas pueden contener esferas o una de las seis piezas de la superarma Heavy Barrel. Al igual que el juego de SNK Ikari Warriors, la versión original de arcade contaba con joysticks rotativos de 8 direcciones.
El título proviene de un arma que se encuentra en el juego. El Heavy Barrel es un cañón de energía capaz de destruir cualquier enemigo con un solo tiro (excepto el enemigo final, y posiblemente otros jefes que pueden requerir de dos tiros). La arma tiene amplio rango de fuego y puede ser disparada tan rápidamente como lo permita la habilidad del jugador. Después de treinta segundos el arma se agota, punto en el cual el portador vuelve a su arma anterior.  La mejor forma de usar el Heavy Barrel es contra los jefes más difíciles, pues el juego solo contiene bastantes piezas para construir el arma tres veces durante una partida. En un juego de dos jugadores, quienquiera que recoja la sexta pieza obtendrá el Heavy Barrel.

## Puertos
- Heavy Barrel fue portado al Apple II y DOS en 1989. La versión de NES fue desarrollada por Sakata SAS y publicada por Data East in Norteamérica y Japón en 1990. Marc Ericksen fue el artista que produjo el arte de la caja para el lanzamiento de NES en 1989.
- En febrero de 2010, Majesco Entertainment lanzó[2] un puerto de Heavy Barrel pare el Wii como parte del disco "Data East Arcade Classics".